# Thomas Ustick Walter

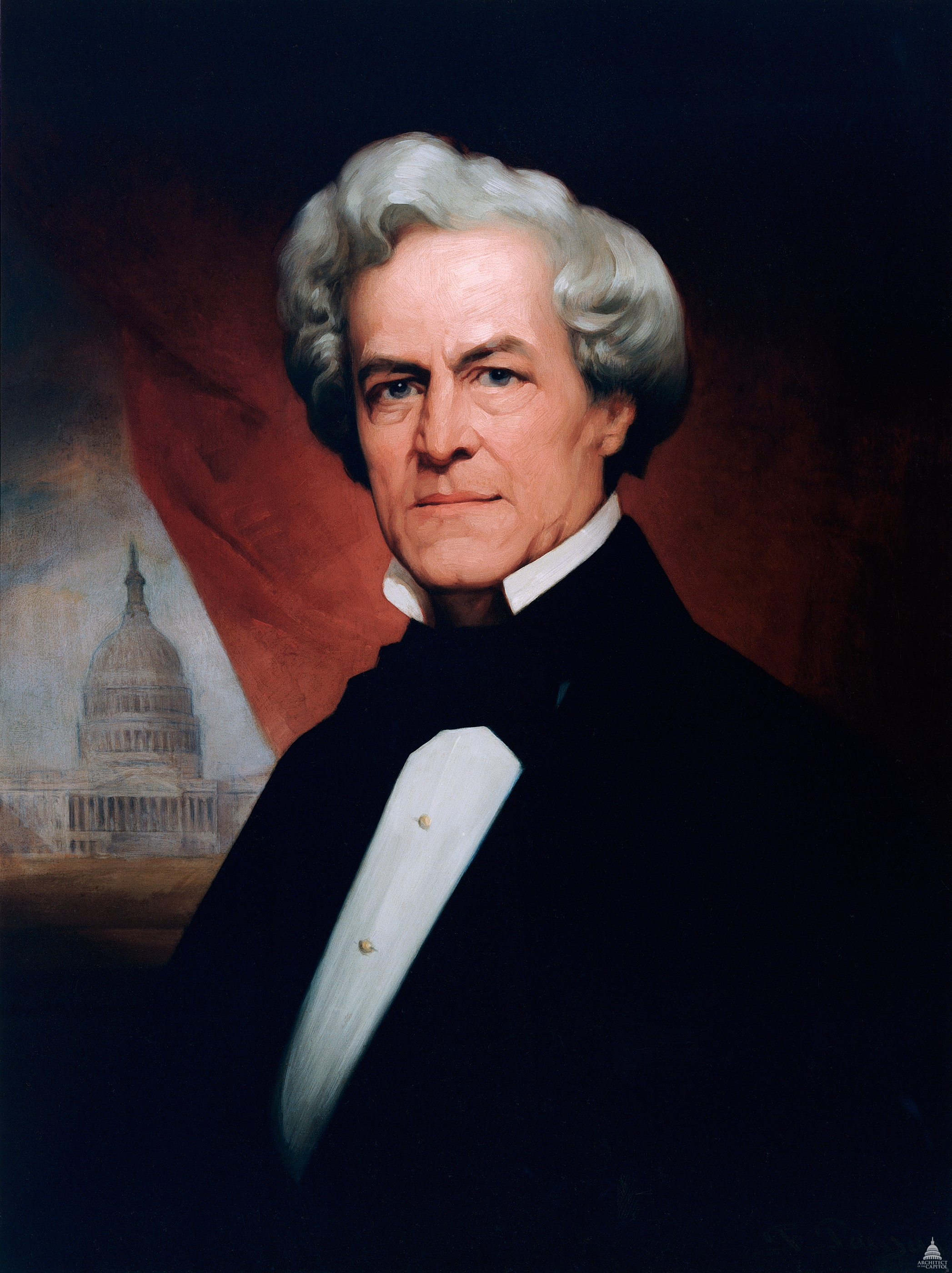
Thomas Ustick Walter

Thomas Ustick Walter (* 4. September 1804 in Philadelphia, Pennsylvania; † 30. Oktober 1887 ebenda) war ein US-amerikanischer Architekt. Er war einer der Gründer des American Institute of Architects. Walter errichtete mehrere klassizistische Gebäude in Philadelphia und in Washington, D.C. Von 1851 bis 1865 war er Architekt des Kapitols.
Sein Großvater, Frederick Jacob Walter, war 1749 als Waise aus Deutschland mittellos in die USA eingereist, nachdem beide Eltern während der Überfahrt gestorben waren. Mit Hilfe von Vertragsknechtschaft sicherte er sich sein Überleben in Philadelphia zunächst als Dienstbote, nach Ablauf der Vertragsarbeit wurde er Maurer und schließlich Maurermeister. Der Vater, Joseph Saunders Walter (* 1782), war ebenfalls Maurer und verheiratet mit Deborah Wood Walter.

## Bauten
- General Post Office (Washington, D.C.)

## Belege
1. ↑  Joseph M. Wilson: Biographical Notice of Thomas Ustick Walter, A. M., Ph. D., LL. D., Late Member of the American Philosophical Society. In: Proceedings of the American Philosophical Society. Band 25, Nr. 128, 1888, S. 322–327, jstor.org.
2. ↑  Kurzbiografie auf philadelphiabuildings.org

| Personendaten    | Personendaten               |
| ---------------- | --------------------------- |
| NAME             | Walter, Thomas Ustick       |
| KURZBESCHREIBUNG | US-amerikanischer Architekt |
| GEBURTSDATUM     | 4. September 1804           |
| GEBURTSORT       | Philadelphia, Pennsylvania  |
| STERBEDATUM      | 30. Oktober 1887            |
| STERBEORT        | Philadelphia, Pennsylvania  |